# Xylocrius
Xylocrius é um gênero da tribo Callidiini (Cerambycinae); compreende apenas duas espécies, com distribuição apenas na América do Norte.

## Sistemática
- Ordem Coleoptera
  - Subordem Polyphaga
    - Infraordem Cucujiformia
      - Superfamília Chrysomeloidea
        - Família Cerambycidae
          - Subfamília Cerambycinae
            - Tribo Callidiini
              - Gênero Xylocrius (LeConte, 1873)
                - Xylocrius agassizi (LeConte, 1861)
                - Xylocrius cribratus (LeConte, 1873)